# 찰스 프로테우스 스타인메츠

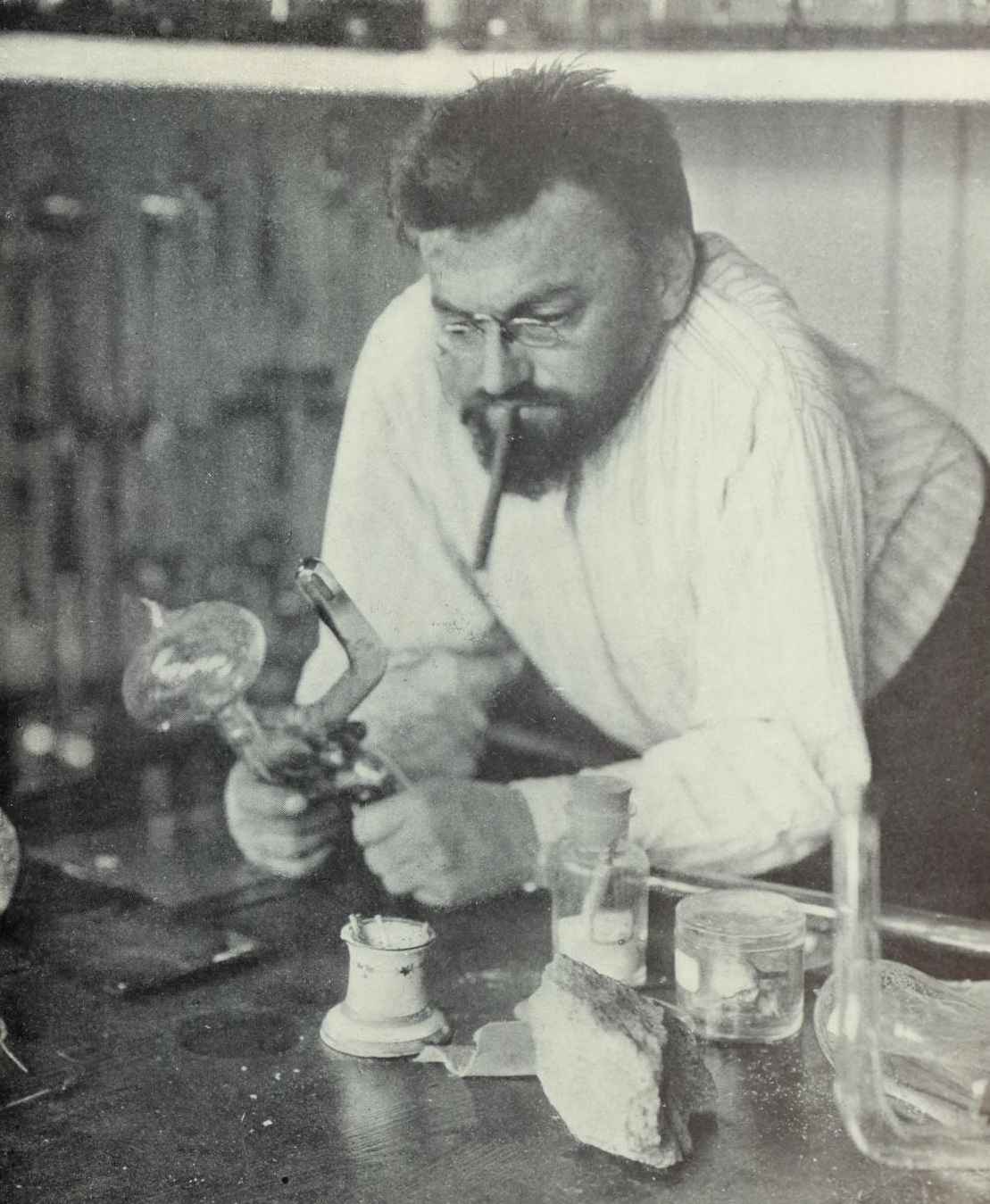

찰스 프로테우스 스타인메츠(Charles Proteus Steinmetz, 1865년 4월 9일 ~ 1923년 10월 26일)는 미국의 전기 공학자·발명가다.
독일의 브레슬라우에서 출생하여, 브레슬라우·취리히·베를린 등의 각 대학에서 수학·전기 공학·화학을 전공하였다. 제너럴 일렉트릭 회사의 기술자로 미국에 건너가, 유니온 대학 물리학 교수가 되었다. 그는 교류 전기를 연구하여 복소수의 개념을 도입하였다. 또한 벼락을 연구하고, 송전선의 피뢰침을 개량하였으며, 발전기·전동기에 관한 200개 이상의 특허를 얻었고, 유도 조정기와 아크 램프를 발명하였다.

## 참고 자료
- 이 문서에는 다음커뮤니케이션(현 카카오)에서 GFDL 또는 CC-SA 라이선스로 배포한 글로벌 세계대백과사전의 내용을 기초로 작성된 글이 포함되어 있습니다.